# Henri Boisselier
Pour les articles homonymes, voir Boisselier.
Henri Boisselier parfois orthographié Henry Boisselier, né à Paris le  13 avril 1881 et décédé subitement le 15 septembre 1959, est un dessinateur et illustrateur français dans le domaine de l'uniformologie.

## Biographie
Boisselier est le fils d'un vétéran de la Guerre franco-prussienne de 1870-1871. Il étudie à l’école Boulle et devient ciseleur d’art. Amateur de « militaria », il côtoie le collectionneur Léonce Bernardin et les uniformologues Eugène Louis Bucquoy et Louis Fallou. « C’est au hasard d’une rencontre vers 1908 dans un petit magasin de cartes postales de la rue de Richelieu que je dus de faire connaissance avec Boisselier, et dès l’abord, nous sympathisâmes [...] Toutes les collections de notre temps contiennent quelques-unes de ces innombrables aquarelles sans prétention signées Boisselier, mais où le militaire a toujours d’une façon si juste « la gueule » et la silhouette de son époque en même temps que l’uniforme rigoureusement exact qui lui convient ». Bucquoy lui confiera la réalisation de planches destinées à illustrer ses ouvrages.
Boisselier entre également en contact avec Herbert Knötel, fils de l'uniformologue allemand Richard Knötel, pour qui il réalise quelques planches pour les « neue Folge » (« nouvelles séries ») de l’ « Uniformenkunde » qu’Herbert Knötel publie pour compléter le travail de son père. À la fin des années 1940 et dans les années 1950, Boisselier produit sur commande de nombreuses séries de planches pour les collectionneurs. Après la Seconde Guerre mondiale, il collabore avec la Société des Collectionneurs de Figurines Historiques. Il participe encore activement à une réunion de la SCFH le 12 septembre 1959 mais trois jours plus tard, alors qu’il travaillait à des planches pour la Société, il meurt brutalement.

## Œuvre
Travaillant à la plume, à la gouache et à l'aquarelle, il était réputé pour la rapidité de son travail, étant capable de dessiner un personnage en 15 à 20 minutes. Presque toutes ses planches connues comportent par ailleurs de rigoureuses indications de sources: iconographie contemporaine (planches de Martinet, œuvres d'Horace Vernet et d'Alfred-Charles-Adolphe de Marbot, etc.), mémorialistes, archives . Si les armées françaises et étrangères des guerres napoléoniennes constituent le thème principal de son travail, on trouve également des séries consacrées aux armées de l'Ancien Régime, de la Restauration et du Second Empire - ayant bénéficié pour ces dernières de l'aide du peintre alsacien Nussbaum.
Après sa mort, ses collections seront dispersées, certaines de ses œuvres se retrouvant encore actuellement sur des brocantes , des bourses d'échange de collectionneurs ou sur le site de vente EBay. Une partie de ses réalisations est conservée à la Brown Military Collection.
De nombreuses illustrations de Boisselier ont été publiées dans d'ouvrage d' Yves Martin, « La Garde Impériale et ses Uniformes », paru en 2007 aux éditions « Le livre chez vous » (éditions du quotidien).